# تیلر هیل
تیلر هیل (انگلیسی: Tayler Hill؛ زادهٔ ۲۳ اکتبر ۱۹۹۰) بازیکن بسکتبال اهل ایالات متحده آمریکا است.